# Glenn Heights
Glenn Heights ist eine Stadt im Ellis County und Dallas County im US-Bundesstaat Texas in den Vereinigten Staaten. Das U.S. Census Bureau hat bei der Volkszählung 2020 eine Einwohnerzahl von 15.819 ermittelt.

## Geographie
Die Stadt liegt etwa 30 Kilometer südlich von Dallas im Süden des Dallas County, reicht bis in das nördliche Ellis County und hat eine Fläche von 18,2 km².

## Demografische Daten
Nach der Volkszählung im Jahr 2000 lebten hier 7.224 Menschen in 2.356 Haushalten und 1.917 Familien. Die Bevölkerungsdichte betrug 397,3 Einwohner pro km2. Ethnisch betrachtet setzte sich die Bevölkerung zusammen aus 66,65 % weißer Bevölkerung, 25,12 % Afroamerikanern, 0,78 % amerikanischen Ureinwohnern, 0,39 % Asiaten, 0,11 % Bewohnern aus dem pazifischen Inselraum und 5,08 % aus anderen ethnischen Gruppen. Etwa 1,87 % waren gemischter Abstammung und 15,74 % der Bevölkerung waren spanischer oder lateinamerikanischer Abstammung.
Von den 2.356 Haushalten hatten 53,3 % Kinder unter 18 Jahre, die im Haushalt lebten. 61,3 % davon waren verheiratete, zusammenlebende Paare. 15,2 % waren allein erziehende Mütter und 18,6 % waren keine Familien. 14,2 % aller Haushalte waren Singlehaushalte und in 2,2 % lebten Menschen, die 65 Jahre oder älter waren. Die Durchschnittshaushaltsgröße betrug 3,07 und die durchschnittliche Größe einer Familie belief sich auf 3,38 Personen.
35,5 % der Bevölkerung waren unter 18 Jahre alt, 8,6 % von 18 bis 24, 37,2 % von 25 bis 44, 15,0 % von 45 bis 64, und 3,7 % die 65 Jahre oder älter waren. Das Durchschnittsalter war 28 Jahre. Auf 100 weibliche Personen aller Altersgruppen kamen 96,5 männliche Personen. Auf 100 Frauen im Alter von 18 Jahren und darüber kamen 93,9 Männer.
Das jährliche Durchschnittseinkommen eines Haushalts betrug 51.076 USD, das Durchschnittseinkommen einer Familie 53.548 USD. Männer hatten ein Durchschnittseinkommen von 34.411 USD gegenüber den Frauen mit 29.395 USD. Das Prokopfeinkommen betrug 18.693 USD. 7,2 % der Bevölkerung und 5,5 % der Familien lebten unterhalb der Armutsgrenze. Davon waren 8,9 % Kinder und Jugendliche unter 18 Jahren und 8,8 % waren 65 oder älter.